# Дороті Гед Ноуд
Дороті Гед Ноуд (англ. Dorothy Head Knode; 4 липня 1925 — 25 жовтня 2015) — колишня американська тенісистка.
Найвищу одиночну позицію світового рейтингу — 5 місце досягла 1955, 1957 року.
Найвищим досягненням на турнірах Великого шолома були фінали в одиночному та парному розрядах.

## Фінали турнірів Великого шолома

### Одиночний розряд: (2 поразки)
| Результат | Рік  | Турнір            | Покриття | Суперниця        | Рахунок        |
| --------- | ---- | ----------------- | -------- | ---------------- | -------------- |
| Поразка   | 1955 | Чемпіонат Франції | Ґрунт    | Анджела Мортімер | 6–2, 5–7, 8–10 |
| Поразка   | 1957 | Чемпіонат Франції | Ґрунт    | Ширлі Блумер     | 1–6, 3–6       |

### Жіночий парний розряд (1 поразка)
| Результат | Рік  | Турнір            | Покриття | Партнерка   | Суперниці                    | Рахунок       |
| --------- | ---- | ----------------- | -------- | ----------- | ---------------------------- | ------------- |
| Поразка   | 1956 | Чемпіонат Франції | Ґрунт    | Дарлін Гард | Анджела Бакстон Алтея Гібсон | 8–6, 6–8, 1–6 |

## Часова шкала турнірів Великого шлему в одиночному розряді
| W | Ф | ПФ | ЧФ | #Р | КТ | К# | DNQ | A | NH |

| Турнір               | 1943  | 1944  | 1945  | 19461 | 19471 | 1948  | 1949  | 1950  | 1951  | 1952  | 1953  | 1954  | 1955  | 1956  | 1957  | 1958  | 1959  | 1960  | 1961  | 1962  | 1963  | 1964  | 1965  | 1966  | 1967  | 1968  | 1969  | Career SR |
| -------------------- | ----- | ----- | ----- | ----- | ----- | ----- | ----- | ----- | ----- | ----- | ----- | ----- | ----- | ----- | ----- | ----- | ----- | ----- | ----- | ----- | ----- | ----- | ----- | ----- | ----- | ----- | ----- | --------- |
| Чемпіонат Австралії  | NH    | NH    | NH    |       |       |       |       |       |       |       |       |       |       |       |       |       |       |       |       |       |       |       |       |       |       |       |       | 0 / 0     |
| Чемпіонат Франції    | R     | R     |       |       |       |       |       | 3р    |       | ПФ    | ПФ    |       | Ф     | 3р    | Ф     | ЧФ    |       |       |       |       |       |       |       | 3р    | 1р    |       | 1р    | 0 / 10    |
| Вімблдонський турнір | NH    | NH    | NH    |       |       |       |       | 2р    |       | 2р    | ПФ    |       | ЧФ    | 2р    | ПФ    | 2р    |       | 3р    |       |       | 3р    |       |       | 2р    | 1р    |       |       | 0 / 11    |
| Чемпіонат США        | ЧФ    | 2р    | 1р    | ЧФ    | ЧФ    | 3р    | 2р    |       | 3р    |       |       | 1р    | ПФ    | ЧФ    | ПФ    | ЧФ    | ЧФ    |       |       | 2р    |       |       |       |       |       |       |       | 0 / 15    |
| SR                   | 0 / 1 | 0 / 1 | 0 / 1 | 0 / 1 | 0 / 1 | 0 / 1 | 0 / 1 | 0 / 2 | 0 / 1 | 0 / 2 | 0 / 2 | 0 / 1 | 0 / 3 | 0 / 3 | 0 / 3 | 0 / 3 | 0 / 1 | 0 / 1 | 0 / 0 | 0 / 1 | 0 / 1 | 0 / 0 | 0 / 0 | 0 / 2 | 0 / 2 | 0 / 0 | 0 / 1 | 0 / 36    |

R = турнір обмежувався внутрішнім чемпіонатом Франції й відбувався під німецькою окупацією.
1У 1946 і 1947 роках чемпіонати Франції відбувалися після Вімблдону.